# الاتحاد الرياضي بالجديدة
الاتحاد الرياضي بالجديدة، هو فريق كرة قدم تونسي تأسس عام 1973 في مدينة الجديدة ، ولاية منوبة يلعب هذا الفريق في الرابطة التونسية الثالثة لكرة القدم مستوى أول منذ موسم 2021 - 2022.

## وصلات خارجية
- صفحة الاتحاد الرياضي بالجديدة على موقع كوووة.
- الموقع الرسمي للجامعة التونسية لكرة القدم.